# Pinguicula caerulea
Pinguicula caerulea är en tätörtsväxtart som beskrevs av Thomas Walter. Pinguicula caerulea ingår i släktet tätörter, och familjen tätörtsväxter. Inga underarter finns listade i Catalogue of Life.

## Bildgalleri

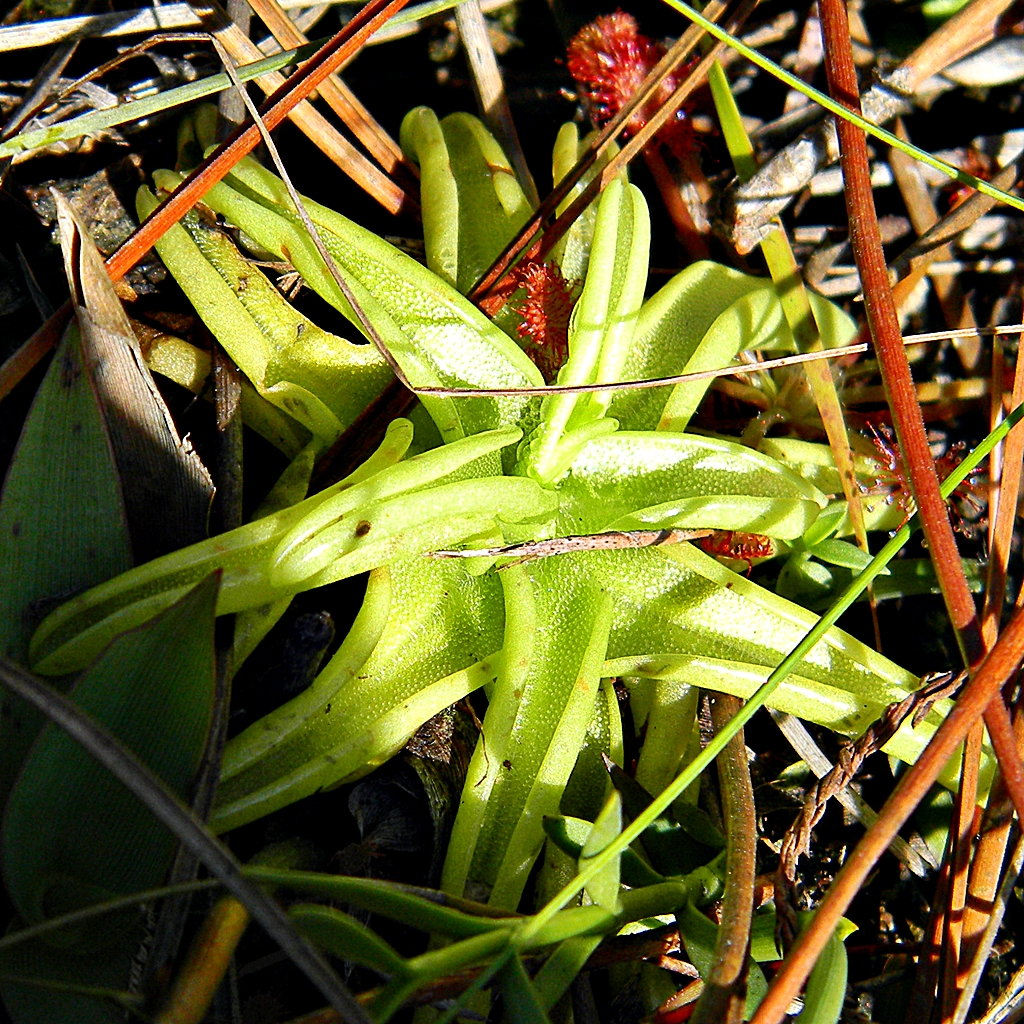
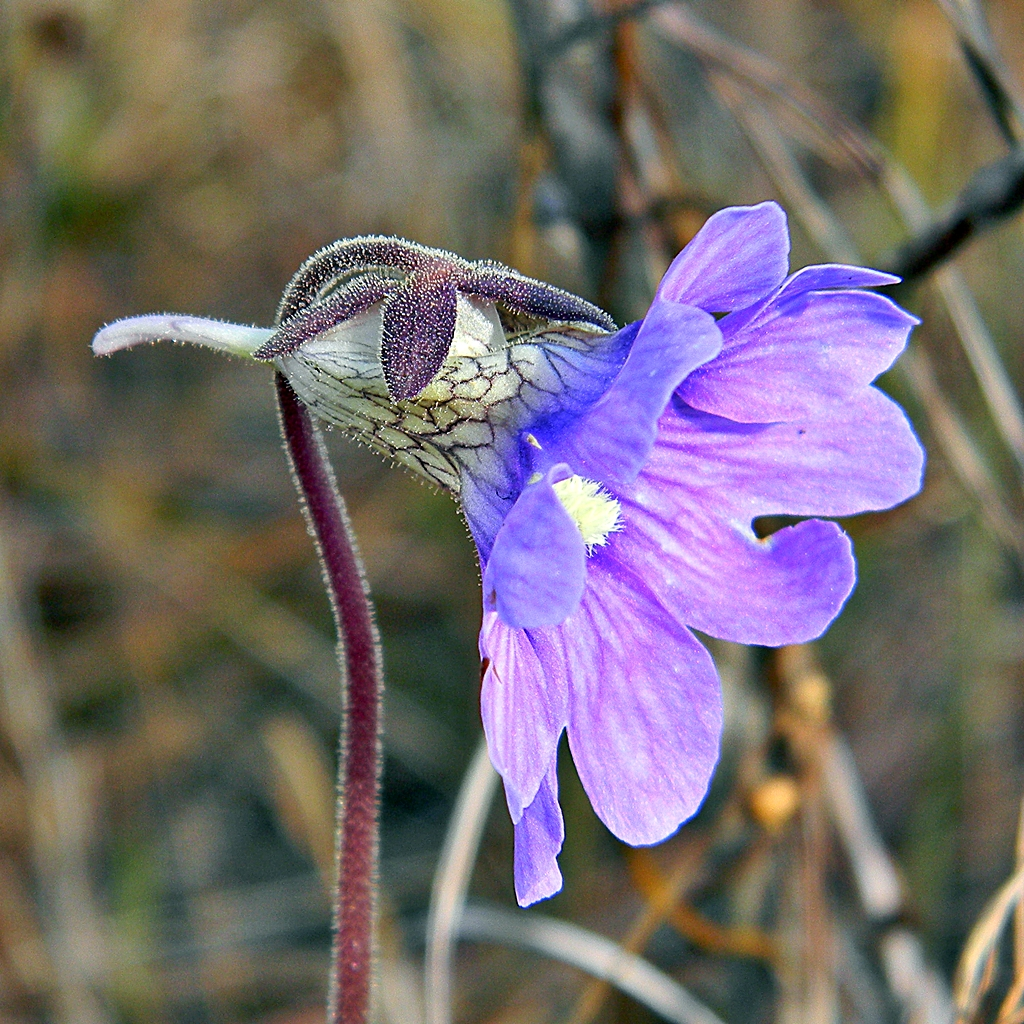